# مارسل زیمر
مارسل زیمر (انگلیسی: Marcel Ziemer؛ زادهٔ ۳ اوت ۱۹۸۵) بازیکن فوتبال اهل آلمان است.
از باشگاه‌هایی که در آن بازی کرده‌است می‌توان به باشگاه فوتبال کایزرسلاوترن، باشگاه فوتبال هانزا روستوک، باشگاه فوتبال زاربروکن، و باشگاه فوتبال وهن ویسبادن اشاره کرد.
وی همچنین در تیم ملی فوتبال زیر ۲۰ سال آلمان بازی کرده‌است.